# Hybolasius trigonellaris
Hybolasius trigonellaris es una especie de escarabajo longicornio del género Hybolasius, tribu Acanthocinini, subfamilia Lamiinae. Fue descrita científicamente por Hutton en 1898.

## Descripción
Mide 5,5-6 milímetros de longitud.

## Distribución
Se distribuye por Nueva Zelanda.